# 拉罗
拉罗（法語：Larrau，法語發音：[laʁo]）是法国大西洋比利牛斯省的一个市镇，属于奥洛龙-圣玛丽区。

## 地理
拉罗（43°1'7"N, 0°57'21"W）面积126.8 平方千米，位于法国新阿基坦大区大西洋比利牛斯省，该省份为法国东南部省份，涵盖了贝阿恩与北巴斯克，西临大西洋比斯開灣，北至朗德省，东北接热尔省，东临上比利牛斯省，南与西班牙接壤。
与拉罗接壤的市镇（或旧市镇、城区）包括：奥查加维亚、乌斯塔罗斯、伊萨瓦、圣昂格拉斯、利克-阿泰雷、埃切巴尔、拉卡里-阿朗-上沙里特、阿尔赛-阿尔萨贝埃蒂-叙纳雷特、芒迪沃、莱昆贝里。

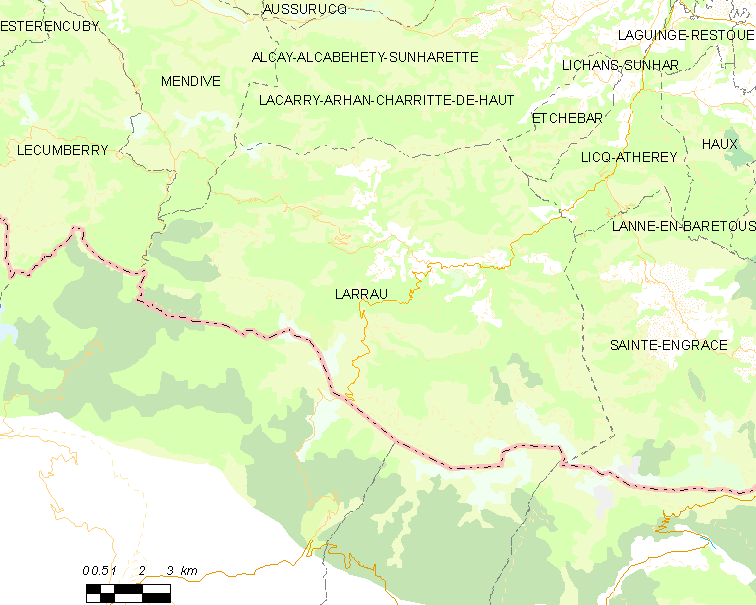
拉罗的OSM定位图

拉罗的时区为UTC+01:00、UTC+02:00（夏令时）。

## 行政
拉罗的邮政编码为64560，INSEE市镇编码为64316。

## 政治
拉罗所属的省级选区为巴斯克山地县。

## 人口

1962-2008年间拉罗人口变化图示

拉罗于2022年1月1日时的人口数量为185人。